# Shehab El-Din Ahmed
Shehab El-Din Abdel Razek Ahmed Saad (in arabo شهاب الدين أحمد‎?; Il Cairo, 22 agosto 1990) è un calciatore egiziano, centrocampista dell'Alassiouty.

## Caratteristiche tecniche
Vertice basso di centrocampo, box-to box, in grado di dettare i ritmi di gioco e in possesso di una discreta agilità nei movimenti che gli permette di spingersi in avanti a supporto degli attaccanti.

## Statistiche

### Presenze e reti nei club
Statistiche aggiornate al 17 gennaio 2018.
| Stagione                 | Squadra                  | Campionato               | Campionato | Campionato | Coppe nazionali | Coppe nazionali | Coppe nazionali | Coppe continentali | Coppe continentali | Coppe continentali | Altre coppe | Altre coppe | Altre coppe | Totale | Totale |
| Stagione                 | Squadra                  | Comp                     | Pres       | Reti       | Comp            | Pres            | Reti            | Comp               | Pres               | Reti               | Comp        | Pres        | Reti        | Pres   | Reti   |
| ------------------------ | ------------------------ | ------------------------ | ---------- | ---------- | --------------- | --------------- | --------------- | ------------------ | ------------------ | ------------------ | ----------- | ----------- | ----------- | ------ | ------ |
| 2008-2009                | Al-Ahly                  | PL                       | 1          | 0          | CE              | 0               | 0               | CCL+CC             | 0                  | 0                  | SE+SA+Cmc   | 0           | 0           | 1      | 0      |
| 2009-2010                | Al-Ahly                  | PL                       | 11         | 2          | CE              | 5               | 0               | CCL                | 9                  | 1                  | SE          | 0           | 0           | 25     | 3      |
| 2010-2011                | Al-Ahly                  | PL                       | 14         | 1          | CE              | 1               | 1               | CCL                | 2                  | 0                  | SE          | 0           | 0           | 17     | 2      |
| 2011-2012                | Al-Ahly                  | PL                       | 5          | 0          | -               | -               | -               | CCL                | 2                  | 0                  | -           | -           | -           | 7      | 0      |
| 2012-2013                | Al-Ahly                  | PL                       | 9          | 1          | CE              | 0               | 0               | CCL                | 11                 | 0                  | SE+SA+Cmc   | 0           | 0           | 20     | 1      |
| 2013-2014                | Al-Ahly                  | PL                       | 11         | 0          | CE              | 0               | 0               | CCL+CC             | 1+2                | 0                  | SA+Cmc      | 1+1         | 0           | 16     | 0      |
| Totale Al-Ahly           | Totale Al-Ahly           | Totale Al-Ahly           | 51         | 4          |                 | 6               | 1               |                    | 27                 | 1                  |             | 2           | 0           | 86     | 6      |
| 2014-gen. 2015           | El Geish                 | PL                       | 10         | 0          | CE              | 0               | 0               | -                  | -                  | -                  | -           | -           | -           | 10     | 0      |
| gen.-giu. 2015           | Petrojet                 | PL                       | 10         | 1          | CE              | 1               | 0               | -                  | -                  | -                  | -           | -           | -           | 11     | 1      |
| 2015-2016                | El-Entag El-Harby        | PL                       | 22         | 0          | CE              | 1               | 0               | -                  | -                  | -                  | -           | -           | -           | 23     | 0      |
| 2016-2017                | El-Entag El-Harby        | PL                       | 22         | 1          | CE              | 0               | 0               | -                  | -                  | -                  | -           | -           | -           | 22     | 1      |
| 2017-gen. 2018           | El-Entag El-Harby        | PL                       | 5          | 0          | CE              | 1               | 0               | -                  | -                  | -                  | -           | -           | -           | 6      | 0      |
| Totale El-Entag El-Harby | Totale El-Entag El-Harby | Totale El-Entag El-Harby | 49         | 1          |                 | 2               | 0               |                    | -                  | -                  |             | -           | -           | 51     | 1      |
| gen.-giu. 2018           | Alassiouty               | PL                       | 1          | 0          | CE              | 0               | 0               | -                  | -                  | -                  | -           | -           | -           | 1      | 0      |
| Totale carriera          | Totale carriera          | Totale carriera          | 121        | 6          |                 | 9               | 1               |                    | 27                 | 1                  |             | 2           | 0           | 159    | 8      |

## Palmarès

### Club

#### Competizioni nazionali
- Campionato egiziano: 4

Al-Ahly: 2008-2009, 2009-2010, 2010-2011, 2013-2014
- Supercoppa d'Egitto: 2

Al-Ahly: 2010, 2012

#### Competizioni internazionali
- CAF Champions League: 2

Al-Ahly: 2012, 2013
- Supercoppa CAF: 2

Al-Ahly: 2013, 2014